# Afrixalus clarkei
Afrixalus clarkei е вид земноводно от семейство Hyperoliidae. Видът е застрашен от изчезване.

## Разпространение
Разпространен е в Етиопия.